# Catapleiita
La catapleiita és un mineral de la classe dels silicats que pertany i dona nom al grup de la catapleiita. El seu nom prové de les paraules gregues κατα (cata, amb) i πλειον (pleios, més) en fa referència a la seva associació amb una gran quantitat d'altres minerals rars.

## Característiques
La catapleiita és un silicat de fórmula química Na₂Zr(Si₃O₉)(H₂O)₂. Cristal·litza en el sistema monoclínic. La seva duresa a l'escala de Mohs és d'entre 5,5 a 6. És el dimorf de la gaidonnayita i l'anàleg mineral amb sodi de la calciocatapleiïta.
Segons la classificació de Nickel-Strunz pertany a «09.CA - Ciclosilicats, amb enllaços senzills de 3 [Si₃O9]6- (dreier-Einfachringe), sense anions complexos aïllats» juntament amb els següents minerals: bazirita, benitoïta, pabstita, wadeïta, calciocatapleiïta, pseudowol·lastonita, margarosanita, walstromita i bobtrail·lita.

## Jaciments
La catapleiita va ser descoberta a Låven, a Langesundsfjorden (Larvik, Vestfold, Noruega). També ha estat descrita a Austràlia, el Brasil, el Canadà, Dinamarca, els Estats Units, Finlàndia, Guinea, l'Índia, el Kirguizstan, Líbia, Madagascar, el Marroc, Namíbia, Noruega, Paraguai, Portugal, Romania, Rússia, Sud-àfrica, Suècia, Ucraïna i la Xina.

## Grup de la catapleiita
El grup de la catapleiita és un grup de minerals de la classe dels silicats que està format per dues espècies: la calciocatapleiita i la catapleiita. La calciocatapleiita, a diferència de la catapleiita cristal·litza en el sistema ortoròmbic.
| Espècie           | Fórmula           |
| ----------------- | ----------------- |
| Catapleiita       | Na₂Zr(Si₃O₉)·2H₂O |
| Calciocatapleiita | CaZr(Si₃O₉)·2H₂O  |

Els minerals d'aquest grup són components essencials de la grennaïta, una roca varietat de nefelina-sienita agpaítica que normalment conté fenocristalls de catapleïta, rica en aegirina i que mostra textura de gneis.